# Kiều Minh Tuấn
Kiều Minh Tuấn (sinh ngày 26 tháng 2 năm 1988) là một nam diễn viên người Việt Nam.
Anh được biết đến và nổi tiếng qua các tác phẩm điện ảnh như: Bụi đời Chợ Lớn (2013), Scandal: Hào quang trở lại (2014), Em chưa 18 (2017), Lật mặt: Ba chàng khuyết (2018), Hạnh phúc của mẹ (2019), Anh trai yêu quái (2019), Nắng 3: Lời hứa của cha (2020), Chị Mười Ba: Ba ngày sinh tử (2020), Tiệc trăng máu (2020), Chìa khóa trăm tỷ (2022).

## Thời thơ ấu
Kiều Minh Tuấn sinh ra tại làng chài Phước Tỉnh, thuộc huyện Long Điền, tỉnh Bà Rịa - Vũng Tàu, là con thứ hai trong một gia đình làm nghề đi biển. Lúc Kiều Minh Tuấn được 8 tuổi cha anh qua đời. Mất đi lao động chính trong gia đình, cuộc sống của anh cùng mẹ, chị gái và hai em gái từ đó cũng trở nên khó khăn hơn. Sau khi tốt nghiệp cấp 3 anh thi vào trường Đại học Kiến Trúc TP HCM nhưng không trúng tuyển vì thiếu nửa điểm. Tuy nhiên anh đã đậu vào trường Đại học Sân khấu - Điện ảnh TP HCM và theo học tại đây cùng với các nghệ sĩ Vân Trang, Thái Quốc Nguyên, Sỹ Toàn vv...

## Sự nghiệp
Kiều Minh Tuấn xuất hiện lần đầu tiên bằng một vai quần chúng trong bộ phim truyền hình "Cổng Mặt Trời" (2010).
Vai chính đầu tiên của Kiều Minh Tuấn là một họa sĩ tên Thành trong bộ phim truyền hình "Đời" trong cùng năm. Anh đã gặp rất nhiều áp lực khi phải đảm đương một vai diễn lớn trong khi chưa có nhiều kinh nghiệm.
Năm 2011, Kiều Minh Tuấn tham gia vở kịch đầu tiên tại sân khấu kịch 5B mang tên "Chưa yêu sao hiểu".Trong "Chưa yêu sao hiểu", Kiều Minh Tuấn vào vai Nam – một gã chuyên đòi nợ mướn nhưng rất có nghĩa khí. Vì hoàn cảnh của mình, nhân vật này chạy trốn tình yêu của Trâm – cô cháu gái của một gia đình giàu có.
Trong thời gian đầu sự nghiệp Kiều Minh Tuấn chủ yếu tham gia các vai quần chúng, vai phụ trong phim điện ảnh lẫn phim truyền hình, song song với việc tham gia các tiểu phẩm hài. Anh chỉ bắt đầu được khán giả chú ý hơn qua vai diễn "Tiến ngọng" – một tên du côn trong bộ phim điện ảnh "Bụi đời Chợ Lớn". Đây là cây cười duy nhất trong bộ phim đầy bi thương, chết chóc. Giới chuyên môn nhận xét rằng anh sẽ tỏa sáng với "Bụi đời Chợ Lớn". Tuy nhiên "Bụi đời Chợ Lớn" gặp sự cố bị cấm chiếu và tung lên mạng, sự nghiệp của Kiều Minh Tuấn rơi vào khủng hoảng, suốt 2 năm liền anh không có lời mời đóng phim nào. Kinh tế dần trở nên khó khăn và anh phải mưu sinh bằng việc đi tấu hài ở các tụ điểm hằng đêm. Thời gian này Kiều Minh Tuấn đã nghĩ tới việc bỏ nghề.
Năm 2014, cơ hội lần nữa đến với Kiều Minh Tuấn khi anh được đảm nhận vai phụ trong bộ phim điện ảnh "Scandal 2: Hào quang trở lại" của đạo diễn Victor Vũ. Kiều Minh Tuấn quyết định nắm lấy cơ hội cuối cùng này, nếu không thành công anh sẽ thật sự từ bỏ nghiệp diễn.Lối diễn hài hước, hoạt ngôn cùng gương mặt nhiều cảm xúc của anh tiếp tục gây ấn tượng mạnh với khán giả sau khi phim công chiếu và tiếp thêm động lực để anh đi tiếp trên con đường của một diễn viên.
Năm 2015, khán giả gặp lại Kiều Minh Tuấn trong bộ phim điện ảnh "Sơn đẹp trai" khi anh đóng vai gã giang hồ tuy không thông minh nhưng lại rất "liều". Đây tiếp tục là một vai diễn phụ được đánh giá cao của Kiều Minh Tuấn.
Năm 2016, Kiều Minh Tuấn xuất hiện trong loạt phim điện ảnh: "Nắng", "Nắng 2" "Lộc phát", "Cho em gần anh thêm chút nữa"...Trong "Nắng" và "Nắng 2", anh đóng vai Tuấn – chàng giang hồ "hoàn lương".Với "Lộc Phát", Kiều Minh Tuấn đóng vai Phát – một doanh nhân đang trên đường đi tự sát. Trong khi đó, với "Cho em gần anh thêm chút nữa", anh đảm nhận nhân vật Phú – một kẻ "bám váy mẹ", ăn mặc nhếch nhác và lười biếng.
Sau hàng loạt vai phụ trên màn ảnh Việt, Kiều Minh Tuấn lần đầu đóng vai chính trong bộ phim điện ảnh "Em chưa 18" của nhà sản xuất Charlie Nguyễn người đã từng hợp tác với anh trong "Bụi đời Chợ Lớn". Thay vì những vai hài hước, nghèo hèn, anh hóa thân vào một công tử chơi bời tên Hoàng.Với nhiều đất diễn và thoải mái thể hiện cảm xúc, Kiều Minh Tuấn xử lý những tình huống hài hước, khó đỡ của phim một cách khéo léo. Vai diễn lần này của anh đã chiếm được cảm tình của đông đảo khán giả lẫn giới chuyên môn, bộ phim phá đảo doanh thu phòng vé năm 2017, đưa anh trở thành diễn viên hạng A và giành được giải Cánh Diều Vàng hạng mục Nam diễn viên chính xuất sắc nhất.
Sau đó Kiều Minh Tuấn tiếp tục chứng tỏ phong độ khi đóng chính trong nhiều phim điện ảnh đình đám về chất lượng lẫn doanh thu như " Anh trai yêu quái", "Nắng 3 - Lời hứa của cha", "Hạnh phúc của mẹ", "Lật mặt 3 - Ba chàng khuyết", "Chị 13 - Ba ngày sinh tử", "Tiệc trăng máu", "Chìa khóa trăm tỷ", "Nghề siêu dễ" vv...
Bằng sự hóa thân trọn vẹn vào vai Hoàng Phong phim "Anh trai yêu quái" và Tùng Sơn phim "Nắng 3 - Lời hứa của cha" Kiều Minh Tuấn đã trở thành người đầu tiên đạt giải thưởng Cánh Diều Vàng hạng mục Nam diễn viên chính xuất sắc nhất cho cả hai vai diễn trong một kỳ trao giải.
Với diễn xuất ngày càng chắc chắn và chín muồi, Kiều Minh Tuấn trở thành một trong những cái tên có sức hút lớn, có độ đảm bảo doanh thu phòng vé hiện nay.
Năm 2022, bên cạnh các dự án điện ảnh, Kiều Minh Tuấn tham gia show truyền hình thực tế "2 ngày 1 đêm " với hình ảnh vui nhộn, hài hước, gần gũi trái ngược với sự gai góc, lạnh lùng trên phim khiến anh được khán giả yêu mến nhiều hơn.
Năm 2023 Kiều Minh Tuấn trở lại màn ảnh rộng  trong bộ phim hành động "Kẻ Ẩn Danh", đánh dấu sự lột xác trong phong cách diễn xuất khi đảm nhiệm một vai diễn nặng đô hơn với những cảnh hành động liên tục và đẹp mắt thay cho những dạng vai hài hước sở trường.

## Đời tư
Kiều Minh Tuấn và nữ nghệ sĩ Cát Phượng công khai mối quan hệ vào năm 2017. Vào tháng 5 năm 2022, nghệ sĩ Cát Phượng tuyên bố cô và Kiều Minh Tuấn đã chính thức chia tay sau 12 năm yêu nhau. Về phía Kiều Minh Tuấn anh chọn giữ im lặng về vấn đề này.

## Danh sách phim

### Điện ảnh
| STT | Năm  | Công chiếu      | Tên phim                     | Vai diễn                  | Đạo diễn                   | Cùng tham gia                                                                         | Ghi chú               |
| --- | ---- | --------------- | ---------------------------- | ------------------------- | -------------------------- | ------------------------------------------------------------------------------------- | --------------------- |
| 1   | 2013 | -               | Bụi đời Chợ Lớn              | Tiến "ngọng"              | Charlie Nguyễn             | Johnny Trí Nguyễn, Hoàng Phúc, Hà Hiền, Nhung Kate                                    | Không được công chiếu |
| 2   | 2013 | 17.10           | Âm mưu giày gót nhọn         | Chủ cửa hàng thời trang   | Trần Hàm                   | Kathy Uyên, Don Nguyễn, Petey Majik Nguyễn, Trương Tri Trúc Diễm                      | Cameo                 |
| 3   | 2014 | 18.01           | Năm sau con lại về           | Nhân viên bảo vệ          | Trần Ngọc Giàu             | Hoài Linh, Quý Bình, Lê Khánh, NSND Việt Anh, NSUT Thanh Thủy                         | Cameo                 |
| 4   | 2014 | 28.08           | Scandal 2: Hào quang trở lại | Hùng                      | Victor Vũ                  | Trang Nhung, Chi Bảo, Thân Thúy Hà, Kinh Quốc, NSUT Chiều Xuân                        |                       |
| 5   | 2015 | 06.03           | Sơn Đẹp Trai                 | Hùng                      | Trương Quang Thịnh         | Trường Giang, Bằng Kiều, Trần Ngọc Lan Khuê                                           |                       |
| 6   | 2015 | 21.08           | Hy sinh đời trai             | -                         | Lưu Huỳnh                  | Tấn Beo, Phi Nhung, Hồ Ngọc Hà, Lý Hùng...                                            | Cameo                 |
| 7   | 2015 | 24.12           | Già Gân, Mỹ Nhân và Găng Tơ  | Nghê                      | Đức Thịnh                  | Hoài Linh, Trường Giang, Tóc Tiên, Đức Thịnh, Thương Tín                              |                       |
| 8   | 2016 | 05.02           | Lộc Phát                     | Phát                      | Lê Bảo Trung               | Hiếu Hiền, Bình Minh, Đinh Ngọc Diệp, Hoàng Yến Chibi, Hoàng Sơn                      |                       |
| 9   | 2016 | 31.08           | Nắng                         | Tuấn                      | Đồng Đăng Giao             | Trấn Thành, Thu Trang, Sam, bé Kim Thư, Ninh Dương Lan Ngọc, Hoài Linh                |                       |
| 10  | 2016 | 02.12           | Cho em gần anh thêm chút nữa | Cậu Phú                   | Văn Công Viễn              | Võ Đình Hiếu, Jun Vũ, Khả Như, Lâm Thanh Mỹ, Hồng Đào, Chí Tài                        | Vai phụ               |
| 11  | 2017 | 28.04           | Em chưa 18                   | Uông Việt Hoàng           | Lê Thanh Sơn               | Kaity Nguyễn, Will, Huy Khánh, Kathy Uyên, NSUT Nguyễn Chánh Tín, Quang Minh          |                       |
| 12  | 2017 | 28.07           | Đời cho ta bao lần đôi mươi  | Bạn trai cũ của Mỹ Phương | Huỳnh Tuấn Anh, Lê Văn Anh | Tú Vi, Văn Anh, Băng Di, Quỳnh Anh Shyn                                               | Cameo                 |
| 13  | 2017 | 25.08           | Yêu đi, đừng sợ!             | Phúc                      | Stephane Gauger            | Ngô Kiến Huy, Nhã Phương, Puka, Lê Hạ Anh, Ái Phương                                  |                       |
| 14  | 2017 | 31.08           | Nắng 2                       | Tuấn                      | Đồng Đăng Giao             | Thu Trang, Trấn Thành, bé Kim Thư, Miu Lê, Hoàng Phi                                  |                       |
| 15  | 2017 | 14.09           | Chí phèo ngoại truyện        | Sáu Bảnh                  | Danny Đỗ                   | Thu Trang, Tiến Luật, Nhan Phúc Vinh                                                  |                       |
| 16  | 2018 | 16.02           | 798 Mười                     | Tám "bánh tiêu"           | Dustin Nguyễn              | Dustin Nguyễn, Thu Trang, Tiểu Bảo Quốc, Nam Em                                       |                       |
| 17  | 2018 | 13.04           | Hạ cuối tình đầu             | Lái xe                    | Trương Quang Thịnh         | Quỳnh Hương, Huỳnh Hồng Loan, Gia Linh, Gin Tuấn Kiệt                                 | Cameo                 |
| 18  | 2018 | 17.04           | Lật mặt: Ba chàng khuyết     | Lộc                       | Lý Hải                     | Huy Khánh, Song Luân, Trịnh Nãi Hinh, Phương Bình                                     |                       |
| 19  | 2018 | 21.09           | Chú ơi, đừng lấy mẹ con!     | Đông Bắc                  | Đinh Tuấn Vũ               | An Nguy, bé Chu Diệp Anh, bé Hữu Khang, Will                                          |                       |
| 20  | 2019 | 26.02           | Hạnh phúc của mẹ             | Giang                     | Huỳnh Đông                 | Cát Phượng, bé Huy Khang, NSUT Thành Lộc, Lâm Vinh Hải                                |                       |
| 21  | 2019 | 27.11           | Anh trai yêu quái            | Hoàng Phong               | Vũ Ngọc Phượng             | Isaac, Diệu Nhi, Phi Phụng, Hồng Thanh, B Trần, Công Hậu                              |                       |
| 22  | 2020 | 06.03           | Nắng 3: Lời hứa của cha      | Tùng Sơn                  | Đồng Đăng Giao             | Khả Như, Oanh Kiều, bé Ngân Chi, NSND Hồng Vân                                        |                       |
| 23  | 2020 | 05.06           | Tôi là não cá vàng           | Người lái taxi            | Lê Hướng Nam               | Khánh Hiền, Tuấn Trần, La Thành                                                       | Cameo                 |
| 24  | 2020 | 20.10           | Tiệc trăng máu               | Phan Nhật Linh            | Nguyễn Quang Dũng          | Kaity Nguyễn, Thái Hòa, Thu Trang, Hồng Ánh, Hứa Vĩ Văn, Đức Thịnh                    |                       |
| 25  | 2020 | 25.12           | Chị Mười Ba: 3 Ngày Sinh Tử  | Thắng "Khùng"             | Võ Thanh Hòa               | Thu Trang, Tiến Luật, Châu Bùi, Anh Tú, La Thành, Tân Trề                             |                       |
| 26  | 2022 | 01.02           | Chìa khóa trăm tỷ            | Phan Thạch                | Võ Thanh Hòa               | Thu Trang, Anh Tú, Jun Vũ, Kim Xuân, Puka, La Thành                                   |                       |
| 27  | 2022 | 29.04           | Nghề siêu dễ                 | Phú "tạp hóa"             | Võ Thanh Hòa               | Thu Trang, Tiến Luật, Hứa Vĩ Văn, Quang Tuấn, Huỳnh Phương, Lâm Thanh Mỹ, Vũ Ngọc Anh |                       |
| 28  | 2022 | 28.07           | Dân chơi không sợ con rơi    | Tuấn                      | Huỳnh Đông                 | Tiến Luật, bé Bảo Thi, Huỳnh Phương, Vân Trang                                        | Cameo                 |
| 29  | 2022 | 12.08           | Duyên ma                     | Minh                      | Khánh Toàn - Tâm Nguyễn    | Ngọc Trinh, La Thành, Hải Triều, Phi Phụng                                            |                       |
| 30  | 2023 | 25.08           | Kẻ ẩn danh (Bad Blood)       | Lâm                       | Dan Trần                   | Vân Trang, Quốc Trường, Mai Cát Vi, Mạc Văn Khoa...                                   |                       |
| 31  | 2023 | 29.12           | Trên bàn nhậu dưới bàn mưu   | Trí                       | Tien M. Nguyen             | Khả Như, Diệu Nhi, Trần Ngọc Vàng, Thúy Ngân, Xuân Nghị                               |                       |
| 32  | 2024 | 10.02           | Gặp lại chị bầu              | Hạnh                      | Nhất Trung                 | Anh Tú, Diệu Nhi, Quốc Khánh, Lê Giang, Ngọc Phước                                    | Cameo                 |
| 33  | 2024 | 18.10           | Cô dâu hào môn               | Ông Hòa                   | Vũ Ngọc Đãng               | Huỳnh Uyển Ân, Thu Trang, Lê Giang, Samuel An, Huy Anh, NSND Hồng Vân, Quỳnh Lương    |                       |
| 34  | 2025 | Dự kiến 09.2025 | Ba kể con nghe               | unknow                    | Đỗ Quốc Trung              | Kiều Oanh, Quốc Khánh, Mai Cát Vi, Huỳnh Hạo Khang                                    |                       |

### Truyền hình
| Năm  | Tên phim                 | Vai diễn   | Đạo diễn           | Kênh  | Cùng tham gia                                                                                       | Ghi chú    |
| ---- | ------------------------ | ---------- | ------------------ | ----- | --------------------------------------------------------------------------------------------------- | ---------- |
| 2010 | Cổng mặt trời            | Giang hồ   | Nguyễn Dương       | HTV7  | Ngọc Lan. Lê Bê La, Nguyệt Ánh, Lương Thế Thành, Hòa Hiệp                                           | Quần chúng |
| 2010 | Đời                      | Thành      | Trần Mỹ Hà         | HTV9  | Duyên Anh Idol, Anh Đức, Sỹ Toàn                                                                    |            |
| 2011 | Đâu phải chia ly         |            | Hùng Phương        | HTV9  | Trương Thanh Long , Bảo Kỳ, Tú Vi, Sơn Tùng, Quang Huân, Nguyễn Tùng                                |            |
| 2011 | Màu của tình yêu         | Tồn Quân   | Hùng Phương        | HTV7  | Thiên Vương, Khổng Tú Quỳnh, Lê Khánh, Lương Bích Hữu                                               |            |
| 2011 | Bước qua bóng tối        | Đạt "Phi"  | Hoàng Trung        | HTV7  | Quý Bình, Tấn Hưng, Oanh Kiều, Thanh Thúy                                                           |            |
| 2014 | Hàng xóm                 |            |                    | VTV9  | Chí Thiện, Tú Vi, Duy Phương, Thanh Nam, Thanh Thủy                                                 |            |
| 2014 | Quyến rũ                 | Thắng      | Trương Quang Thịnh | HTV9  | Ngân Khánh, Phạm Hoàng Nguyên, Sơn Tùng, Hoàng Sơn, Minh Khuê                                       |            |
| 2015 | Sức nặng tình thâm       | Du         | Nhật Trung         | HTV9  | Diệp Bảo Ngọc, Mai Phương, Lương Thế Thành, Tiến Luật, Ái Châu                                      |            |
| 2015 | Giọt lệ bên sông         | Nhã        | Hoàng Tuấn Cường   | THVL1 | Lương Thế Thành, Nhật Kim Anh, NSUT Kim Xuân, Hoài Lâm, Cao Minh Đạt                                |            |
| 2015 | Nhà chung                | Tuấn Minh  | Quốc Thuận         | VTV9  | Thanh Thúy, Hữu Nghĩa, Khương Ngọc, Thanh Thủy, Trí Quang, Lê Phương, NSND Hồng Vân, NSUT Thanh Nam |            |
| 2015 | Kẻ thù giấu mặt          | Quốc Huy   | Nguyễn Phương Điền | THVL1 | Phương Trinh, Tường Vi, Minh Luân, Băng Di, Hoàng Anh, Huỳnh Đông                                   |            |
| 2016 | Bồng bềnh trên sông      | Cụi        | Hùng Phương        | VTV3  | Phan Như Thảo, Kiều Khanh, Cát Tường, NSUT Công Ninh, Phương Thanh                                  |            |
| 2017 | Mặt nạ tình yêu          | Hoàng Phú  | Nguyễn Phương Điền | THVL1 | Ngọc Lan, Minh Luân, Quang Tuấn, Huyền Trâm, Hoàng Anh, Băng Di                                     |            |
| 2017 | Những nàng bầu hành động | Trung Kiên | Quốc Thuận         | THVL1 | Lan Phương, Thanh Trúc, Tiến Luật, Hà Trí Quang, Diệp Bảo Ngọc                                      |            |

### Web Drama - Movie
| Năm  | Tên Phim                         | Vai Diễn     | Đạo diễn   | Kênh                   | Cùng Tham Gia                                             | Ghi chú     |
| ---- | -------------------------------- | ------------ | ---------- | ---------------------- | --------------------------------------------------------- | ----------- |
| 2017 | Biệt đội 1-0-2 - Lật mặt showbiz |              |            | YT T Production        | Sĩ Thanh, Lê Dương Bảo Lâm, MC Liêu Hà Trinh.             | Tập 1       |
| 2017 | Rằm tháng 7                      | Tám Phước    |            | YT NS Anh Đức          | Anh Đức, Cát Phượng, Hoàng Phi, La Thành                  | Tập 3       |
| 2018 | Vi Cá tiền truyện                | Quạ Đen      | A Tô       | YT NS Quách Ngọc Tuyên | Quách Ngọc Tuyên, Khả Như, Chí Tài, Hứa Minh Đạt, Thái Vũ |             |
| 2022 | Tâm Lof - Lỡ va vào nhau         | Văn Dũng     | Nhật Trung | YT DongTay Promotion   | MiDu, Tuấn Trần, La Thành, Puka                           |             |
| 2022 | Chị mẹ học yêu 2                 | Mạnh Dũng    | Quốc Thuận | Galaxy Play            | Ngọc Trinh, Trương Thế Vinh, Mạc Văn Khoa, Kim Nhã        |             |
| 2022 | Chủ tịch giao hàng               | Người gác mộ | Đức Thịnh  | YT NS Truờng Giang     | Trường Giang, Trần Tiểu Vy, HIEUTHUHAI, Phát La           | Tập 1 Cameo |

## MV
| Năm  | Bài hát                                      | Ca sĩ                                                                | Cùng tham gia                                                       | Ghi chú |
| ---- | -------------------------------------------- | -------------------------------------------------------------------- | ------------------------------------------------------------------- | ------- |
| 2023 | Ngày Tết Quê Em                              | Dàn cast 2 ngày 1 đêm                                                | Trường Giang, Ngô Kiến Huy, Lê Dương Bảo Lâm, Cris Phan, HIEUTHUHAI | MV      |
| 2023 | Tết Trả Hết                                  | Lê Dương Bảo Lâm ft Nal                                              | Trường Giang, Ngô Kiến Huy, Cris Phan, HIEUTHUHAI, Bé Bảo Nhi       | MV      |
| 2021 | Có Lẽ Anh Chưa Từng                          | Only C ft. Karik                                                     | Tú Hảo                                                              | MV      |
| 2020 | Muốn Nói Với Em                              | TTeam ft. BlackBi (Thái Vũ)                                          | Lê Chi                                                              | MV      |
| 2019 | Hết Thương Cạn Nhớ                           | Đức Phúc                                                             | NSND Hoàng Dũng, Đỗ Mỹ Linh                                         | MV      |
| 2019 | Anh Đợi Em Được Không (Parody)               | Mỹ Tâm                                                               | Cát Phượng, Tiến Luật, Huỳnh Thanh Trực                             | Parody  |
| 2018 | Như Lời Đồn                                  | Bảo Anh                                                              | Bảo Anh                                                             | MV      |
| 2018 | You And I (OST Em chưa 18)                   | Kiều Minh Tuấn, Kaity Nguyễn, Will, Kiều Trinh & dàn cast Em chưa 18 | Kiều Minh Tuấn, Kaity Nguyễn, Will, Kiều Trinh & dàn cast           | OST     |
| 2018 | Hãy Tin Tôi (OST Lật mặt 3: Ba chàng khuyết) | Song Luân, Kiều Minh Tuấn, Huy Khánh                                 | Song Luân, Kiều Minh Tuấn, Huy Khánh                                | OST     |
| 2018 | Túp Lều Lý Tưởng (OST 798 Mười)              | Unknow                                                               | Nam Em                                                              | OST     |
| 2017 | PPAP Vietnam - Iphone 7                      | Kiều Minh Tuấn, MLee                                                 | MLee                                                                | QC      |

## Chương trình truyền hình - giải trí
|      | Chương trình                      | Vai trò            | Tập/ Chủ đề                                                          | Cùng tham gia                                                                                         |
| ---- | --------------------------------- | ------------------ | -------------------------------------------------------------------- | --- |
| 2025 | Tổ đội "1 không 2"                | Khách Mời          | Tập 01 + 02                                                          | Lê Dương Bảo Lâm, Song Luân, Thúy Ngân, Võ Tấn Phát, Uyển Ân, JSOL, Rhyder                            |
| 2024 | Khách hàng là Thượng đế           | Khách Mời          | Tập 01                                                               | Trường Giang, Cris Phan, Mai Phương Thúy                                                              |
| 2024 | 8 Sài Gòn - Khung hình thứ 25     | Khách Mời          | Giao lưu đoàn phim "Cô dâu hào môn" ngày 20/10/2024                  | Uyển Ân, Lê Giang                                                                                     |
| 2024 | Shopee Live - Sao Thoát Được      | Khách Mời          | Phiên live ngày 14.01 và ngày 06.7                                   | Lê Dương Bảo Lâm, Hữu Đằng, Datkaa                                                                    |
| 2024 | Shopee Live - Một Chạm Là Ăn Ngon | Khách Mời          | Tập phát sóng 20.8                                                   | Khả Như, Hữu Đằng                                                                                     |
| 2024 | 2 ngày 1 đêm                      | Thành viên cố định | Mùa 3 + Mùa Lễ Hội                                                   | Trường Giang, Ngô Kiến Huy, Lê Dương Bảo Lâm, Cris Phan, HIEUTHUHAI                                   |
| 2024 | Mái ấm gia đình Việt              | Khách mời          | Tập 81                                                               | Hòa Minzy, Quyền Linh                                                                                 |
| 2023 | Shopee Live - Sao Thoát Được      | Khách Mời          | Phiên live ngày 10.11                                                | Lê Dương Bảo Lâm                                                                                      |
| 2023 | 2 ngày 1 đêm                      | Thành viên cố định | Mùa 2                                                                | Trường Giang, Ngô Kiến Huy, Lê Dương Bảo Lâm, Cris Phan, HIEUTHUHAI                                   |
| 2023 | Here to Hear                      | Khách mời          | Kiều Minh Tuấn: Không làm diễn viên nữa thì tôi chạy xe ôm công nghệ | Kenh14Special                                                                                         |
| 2023 | Nhà trọ Destiny Mùa 2             | Khách mời          | Tập 9 - Tập 12                                                       | Cris Phan, Phát La, Thùy Tiên, Will, S.T Sơn Thạch                                                    |
| 2023 | 8 Sài Gòn - Khung hình thứ 25     | Khách mời          | Giao lưu đoàn phim "Trên bàn nhậu dưới bàn mưu" 30/12/2023           | Khả Như, Trần Ngọc Vàng                                                                               |
| 2023 | Sao Thoát Được                    | Khách mời          | Livestream "chữa lành" 10.11.23                                      | Lê Dương Bảo Lâm                                                                                      |
| 2023 | Có Hẹn Cùng HTVC                  | Khách mời          | Mùa 3 Tập 15 (16/9/2023)                                             | |
| 2023 | Trạm giải trí VOH                 | Khách mời          | Giao lưu đoàn phim "Kẻ Ẩn Danh" 01/9/2023                            | Vân Trang, Mai Cát Vi                                                                                 |
| 2023 | 8 Sài Gòn - Khung hình thứ 25     | Khách mời          | Giao lưu đoàn phim "Kẻ Ẩn Danh" 27/8/2023                            | Mạc Văn Khoa, Vân Trang, Mai Cát Vi                                                                   |
| 2023 | Sóng 23                           | Khách mời          | Giao thừa                                                            | Nhiều nghệ sĩ.                                                                                        |
| 2022 | 2 ngày 1 đêm                      | Thành viên cố định | Mùa 1                                                                | Trường Giang, Ngô Kiến Huy, Lê Dương Bảo Lâm, Cris Phan, HIEUTHUHAI                                   |
| 2022 | The Champion - Nhà vô địch        | Khách mời          | Tập 19                                                               | Phạm Anh Khoa, Nguyễn Trần Duy Nhất,Trần Văn Thảo, Mai Thanh Ba, Hà Hiền, Đinh Quang Hùng,MC Trí Viễn |
| 2022 | 8 Sài Gòn                         | Khách mời          | Giao lưu đoàn phim "Nghề siêu dễ" 25/4/2022                          | Thu Trang, Tiến Luật, Võ Thanh Hòa                                                                    |
| 2022 | 8 Sài Gòn                         | Khách mời          | Giao lưu đoàn phim "Chìa khóa trăm tỷ" 30/01/2022                    | Anh Tú, Võ Thanh Hòa                                                                                  |
|      | Cơ hội đổi đời                    | Khách mời          | Tập 6                                                                | Young Uno, Nguyễn Thị Ngọc Hoa, Việt Hương, Đại Nghĩa                                                 |
|      | Một chuyến đi                     | Khách mời          | Tập 5, Tập 6                                                         | Cát Phượng                                                                                            |
|      | Tò mò Showbiz                     | Khách mời          | Tập 1 - Đoàn phim "Nắng 3 - Lời hứa của cha"                         | Khả Như, Bé Ngân Chi, Oanh Kiều, Đồng Đăng Giao                                                       |
|      | Sao Hỏa Sao Kim                   | Khách mời          | Mùa 2 - Tập 11                                                       | Lê Công Vinh, Thủy Tiên, Nguyễn Cao Kỳ Duyên                                                          |
|      | Chị em chúng mình                 | Khách mời          | Tập 12                                                               | Ninh Dương Lan Ngọc, Hương Giang Idol, Hari Won, Lan Hương                                            |
|      | Gương mặt điện ảnh                | Giám khảo          | Mùa 4                                                                | Đào Bá Sơn, Vũ Thành Vinh, Cát Phượng, Khả Như                                                        |
|      | Drama Report                      | Khách mời          | Khả Như, Bé Ngân Chi                                                 | |
|      | 8 Sài Gòn                         | Khách mời          | Giao lưu đoàn phim "Nắng 3" - 17/3/2020                              | Bé Ngân Chi                                                                                           |
|      | 8 Sài Gòn                         | Khách mời          | Giao lưu đoàn phim "Chị Mười Ba - Ba ngày sinh tử" 27/12/2020        | Thu Trang, Tiến Luật, Võ Thanh Hòa                                                                    |
|      | KingLive - JamCine                | Khách mời          | Đoàn phim "Chị Mười Ba - Ba ngày sinh tử" 28/12/2020                 | Thu Trang, Tiến Luật, Anh Tú                                                                          |
|      | Vbiz 25h                          | Khách mời          | Giao lưu đoàn phim "Nắng 3" - 13/3/2020                              | Bé Ngân Chi, Đồng Đăng Giao                                                                           |
|      | Bữa trưa vui vẻ                   | Khách mời          | Bữa trưa vui vẻ - 27/11/2019 Đoàn phim Anh trai yêu quái             | Vũ Ngọc Phượng, Isaac, Diệu Nhi                                                                       |
|      | Việt Nam tươi đẹp                 | Khách mời          | Mùa 3 - Tập 5, Tập 6, Tập 7                                          | Phát La, Võ Đăng Khoa                                                                                 |
|      | Studio H9 - Hẹn cuối tuần         | Khách mời          | Tập 48 - Đoàn phim "Anh trai yêu quái"                               | Vũ Ngọc Phượng, Tùng Leo                                                                              |
|      | Giọng ải giọng ai                 | Khách mời          | Mùa 4 - Tập 3                                                        | Trịnh Thăng Bình, Hari Won                                                                            |
|      | Bộ tứ ẩm thực vui nhộn            | Khách mời          | Mùa 2 - Tập 5                                                        | Khả Như, Huỳnh Lập                                                                                    |
|      | Biệt tài tí hon                   | Khách mời          | Mùa 2 - Tập 11                                                       | Ngô Kiến Huy, Trấn Thành, Cát Phượng                                                                  |
|      | Gương mặt điện ảnh                | Giám khảo          | Mùa 3                                                                | Đào Bá Sơn, Vũ Thành Vinh, Cát Phượng, Khả Như, Tô Gia Tuấn                                           |
|      | 2IDOL                             | Khách mời          | Phần 1 & Phần 2                                                      | Puka, Nguyễn Anh Tú                                                                                   |
|      | Gương mặt Showbiz                 | Khách mời          | Đoàn phim "Anh trai yêu quái"                                        | Isaac, Diệu Nhi                                                                                       |
|      | Bữa trưa vui vẻ                   | Khách mời          | Bữa trưa vui vẻ - 07/02/2018 Đoàn phim 789Mười                       | Dustin Nguyễn, Bebe Phạm, Nam Em                                                                      |
|      | Giọng ải giọng ai                 | Khách mời          | Mùa 3 - Tập 10 và Tập 15                                             | Thanh Duy, Đại Nhân, Cát Phượng, Kim Tử Long, Thoại Mỹ                                                |
|      | Nhanh như chớp                    | Khách mời          | Mùa 1 - Tập 28 và Tập 35                                             | Lê Lộc, Mâu Thủy, Phí Phương Anh, PewPew, Lê Huỳnh Thúy Ngân, Angela Phương Trinh                     |
|      | Người ấy là ai                    | Cố vấn             | Mùa 1 - Tập 1 & Tập 2                                                | Anh Đức, Hương Giang Idol, Vân Trang                                                                  |
|      | Việt Nam tươi đẹp                 | Khách mời          | Mùa 2 - Tập 64 và Tập 65                                             | Cát Phượng                                                                                            |
|      | Là vợ phải thế                    | Khách mời          | Mùa 2 - Tập 1                                                        | Cát Phượng, Lê Phương, Trung Kiên                                                                     |
|      | Khúc hát se duyên                 | Ông tơ             | Tập 1 -> Tập 15                                                      | Cát Phượng,Thu Trang, Tiến Luật,Ngô Kiến Huy, Thúy Vân                                                |
|      | Mãi mãi thanh xuân                | Khách mời          | Mùa 1 - Tập 7, Tập 11                                                | Quyền Linh, Ốc Thanh Vân, Sam                                                                         |
|      | Ơn Giời Cậu Đây Rồi               | Khách mời          | Mùa 4 - Tập 11                                                       | Hoài Linh, Trường Giang, Cát Phượng                                                                   |
|      | Việt Nam tươi đẹp                 | Khách mời          | Mùa 1 Tập 32 và Tập 33                                               | Tiến Luật                                                                                             |
|      | Biệt đội X6                       | Thành viên         | Thành viên cố định                                                   | Cát Tường, Baggio, Miko Lan Trinh, Mây, Sĩ Thanh                                                      |
|      | Thiên đường ẩm thực               | Khách mời          | Mùa 3 - Tập 1                                                        | Lê Giang, Lê Lộc, Cát Phượng, Diệp Bảo Ngọc, Hari Won                                                 |
|      | Bữa trưa vui vẻ                   | Khách mời          | Số 93 - Giao lưu đoàn phim "Em chưa 18"                              | Kaity Nguyễn, Phan Gia Nhật Linh, Will                                                                |
|      | The Face Vietnam                  | Khách mời          | Tập 9                                                                | Việt Anh, Nguyễn Minh Tú, Hoàng Thùy, Hữu Vi                                                          |
|      | Gương mặt phu thê                 | Đội chủ nhà        | Tập 1-> Tập 16                                                       | Cát Phượng, Cát Tường, Quyền Linh                                                                     |
|      | Super 777                         | Khách mời          | Tập 16 - Giao lưu đoàn phim "Em chưa 18"                             | Kaity Nguyễn, Charlie Nguyễn, Phan Gia Nhật Linh, Will                                                |
|      | Danh hài đất Việt                 | Diễn viên          | Tập 45: Giấy chứng nhận làm người                                    | Ngọc Lan, Huy Khánh, Đình Toàn                                                                        |
|      | Danh hài đất Việt                 | Diễn viên          | Tập 48: Danh chìm tiếng nổi                                          | Huy Khánh, Cát Phượng, Thu Trang, Tiến Luật                                                           |
|      | Ai cũng bật cười                  | Khách mời          | Tập 32                                                               | Trường Giang, La Thành                                                                                |
|      | Hội quán tiếu lâm                 | Khách mời          | Mùa 2 - Tập 7                                                        | Lan Phương, Phương Trinh, Hoài Linh, Chí Tài, Trường Giang                                            |
|      | Lần đầu tôi kể                    | Khách mời          | Số 22/3/2015                                                         | Anh Bờ Vai                                                                                            |

## Lồng tiếng Phim
| Năm  | Phim                                   | Vai diễn (voice)                      | Cùng hợp tác                | Ghi chú      |
| ---- | -------------------------------------- | ------------------------------------- | --------------------------- | ------------ |
| 2017 | Kẻ trộm mặt trăng 3                    | Tiến sĩ Gru                           | Kaity Nguyễn                | hoạt hình    |
| 2017 | The Lego Ninjago Movie                 | Garmadon                              | Cát Phượng, bé Bom          | hoạt hình    |
| 2024 | Transformers Một                       | Optimus Prime/Orion Pax               | Cris Phan, Quách Ngọc Tuyên | hoạt hình    |
| 2024 | Cười xuyên biên giới (AMAZON BULLSEYE) | Jo Jin Bong (Ryu Seung Ryong thủ vai) | Nhật Trung, La Thành        | Korean Movie |

## Liveshow
- Liveshow hài kịch "Em 18 chưa?" công diễn vào ngày 11.11.2017 tại sân khấu Lan Anh Tp.Hồ Chí Minh.